# Nyergesújfalu
Nyergesújfalu (Duits: Sattel-Neudorf) is een plaats (város) en gemeente in het Hongaarse comitaat Komárom-Esztergom. Nyergesújfalu telt 7563 inwoners (2007).